# Coll de Gasents
El Coll de Gasents és una collada situada a 842,6 metres d'altitud. Està situat en el terme municipal de Sant Martí de Centelles, de la comarca d'Osona, en territori del poble de Sant Miquel Sesperxes.
Està situat al sud-est de Sant Miquel Sesperxes, al sud-est del Collet de Can Borla. És en el vessant meridional del Serrat de la Pineda, al nord-est de Puig-arnau i del Turó de Puig-arnau.